# سانچو ماتو
سانچو ماتو (انگلیسی: Anxo Mato؛ زادهٔ ۳۰ مارس ۱۹۸۲) بازیکن فوتبال اهل اسپانیا است.
از باشگاه‌هایی که در آن بازی کرده‌است می‌توان به باشگاه فوتبال کامپوستلا اشاره کرد.